# Brzeg Dolny
Brzeg Dolny (německy Dyhernfurth) je město v jihozápadním Polsku v Dolnoslezském vojvodství v okrese Wołów, sídlo městsko-vesnické gminy Brzeg Dolny. Geograficky se nachází na pravém břehu veletoku Odra v Dolním Slezsku. Severní větší část města se nachází v geomorfologickém celku Wysoczyzna Rościsławska a menší jižní část se nachází v geomorfologickém celku Pradolina Wrocławska. V roce 2023 zde žilo 12 607 obyvatel.

## Historie
Osídlení na území Brzeg Dolny je archeologicky doloženo již v době bronzové, avšak první písemná zmínka pochází až z roku 1353. Ze záznamů z roku 1491 se dozvídáme, že zde byl přívoz přes řeku Odru. V roce 1561 byl postaven na Odře jez a každá proplouvající loď musela platit clo. Během třicetileté války utrpěl Brzeg Dolny obrovské ztráty na obyvatelstvu, které ještě zhoršila morová epidemie. Zlom v historii obce nastal v roce 1660, kdy se majitelem osady stal Georg Abraham von Dyhern. V roce 1663 mu císař Leopold I. udělil pro jeho tehdejší vesnici městská práva. Bylo také povoleno používat erb zobrazující svatého Jiří na koni, který kopím zabíjí draka. S udělením městských práv byl polský název města změněn na Dyhernfurth podle tehdejšího majitele von Dyhern. V roce 1686 se ve městě usadili Židé, kteří založili vlastní osadu, synagogu, školu a hřbitov. Polský rabín a spisovatel Šabtaj ben Josef zde v roce 1689 tiskárnu, která zde fungovala aż do 1834 a tiskla hebrejské a německé noviny. 
V letech 1743 až 1745 postavili luteráni na náměstí kostel a zřídili samostatnou školu. Dalšího oživení se město dočkalo na konci 18. století, kdy se majitelem města stal slezský ministr Karl Georg von Hoym, který kolem roku 1785 přestavěl místní barokní zámek v klasicistním stylu podle návrhu slezského architekta Carla Gottharda Langhanse. Vedle něj byla postavena přístavba paláce, která si klasicistní styl zachovala dodnes. Severně od paláce byl založen rozsáhlý park v anglickém stylu s exotickými dřevinami a vodním mlýnem. V roce 1806 zde byla založena malá říční loděnice. V roce 1860 přišly z Trzebnice 3 sestry boromejky, aby se staraly o nemocné. Založily zde klášter, malou nemocnici a chudobinec naproti kaple Kaplica św. Jadwigi w Brzegu Dolnym. V roce 1873 byl postaven železniční most přes Odru.

### 20. století
V roce 1907 byl zde zřízen poštovní úřad. V období nacistického Německa zde byla založena chemická továrna koncernu IG Farben s názvem Anorgana GmbH vyráběla bojové chemické látky jako tabun a sarin, které se používaly k plnění leteckých pum a dělostřeleckých granátů. Při práci byli zaměstnáváni vězni z koncentračních táborů. V Brzegu Dolnem se nacházely dva pobočné pracovní tábory patřící ke koncentračnímu táboru Groß-Rosen - menší Dyhernfurth I a větší Dyhernfurth II, kde byli drženi především Poláci a Rusové. Během likvidace tábora Dyhernfurth II Němci zabili část nemocných vězňů a více než 90 dalších z této kolony směřující do Gross Rosen bylo zavražděno vojáky Volkssturmu ve Środě Śląske. Dne 24. ledna 1945, těsně před příchodem Rudé armády, zahájili nacisté evakuaci pobočných táborů. Celkem bylo z pobočných táborů vyvedeno asi 3000 vězňů. Během evakuace esesáci zlikvidovali asi 2 000 vězňů z obou pobočných táborů. Dne 26. ledna 1945 obsadila opuštěné město Rudá armáda. Chemická továrna byla částečně zničena, když úderná skupina generála Sachsenheimera dne 5. února 1945 protiútokem nakrátko dobyla slabě bráněný Brzeg Dolny. V té době byl vypálen místní palác. Z té doby také pochází zbytky vojenského opevnění. 
Město se ocitlo na území, které bylo v důsledku druhé světové války přiděleno Polsku. Následně začal proces nuceného vysídlení německého obyvatelstva a osídlování města polským obyvatelstvem, především z východního pohraničí. Nepočetné německé obyvatelstvo, které v lednu 1945 neuteklo, bylo vysídleno v letech 1946-1948. Byla také započata obnova továrny Anorgana a již v roce 1946 byla opět zahájena chemická výroba. V červnu 1947 byl původní německý název továrny změněn na Rokita a nakonec v roce 1949 vznikly Nadodrzańskie Zakłady Przemysłu Organicznego Rokita v Brzegu Dolnem, které se staly největším průmyslovým podnikem ve městě a které se také významně podepsaly na stavebním rozvoji celého města. V roce 1952 byl na troskách zámku von Hoymů postaven nový palác jako kulturní centrum využívaný i pro kino a další aktivity. V roce 1975 zde byl postaven nový chemický závod Polgaz na výrobu kapalného kyslíku a dusíku. K nebezpečné nehodě došlo ve městě 23. prosince 1976, kdy v časných ranních hodinách vybuchla cisterna stojící na železniční vlečce, která byla předtím omylem naplněna dvěma různými látkami čpavkem a ethylenoxidem, které spolu reagovaly výbuchem. Síla výbuchu se odhaduje na 70 tun TNT. K obětem na životech nedošlo, ale bylo poškozeno mnoho budov. V období stanného práva, dne 1. května 1983 prošel ulicemi města nezávislý pochod, který byl demonstrací podpory podzemního hnutí Solidarita. V souvislosti s těmito událostmi byly uděleny asi 60 účastníkům pochodu vysoké finanční pokuty, které byly následně pokryty spontánními a štědrými sbírkami obyvatel města Brzeg Dolny. Dne 1. dubna 1992 se Nadodrzańskie Zakłady Przemysłu Organicznego Rokita v Brzegu Dolnem změnily na Zakłady Chemiczne Rokita S.A.

## Turistika
Město leží na dálkové cyklotrase Cyklistická trasa řeky Odry (Rowerowy Szlak Odry) a na turistických trasách Szlak Archeologiczny, Szlak dookoła Wrocławia im. doktora Bronisława Turonia.

## Galerie

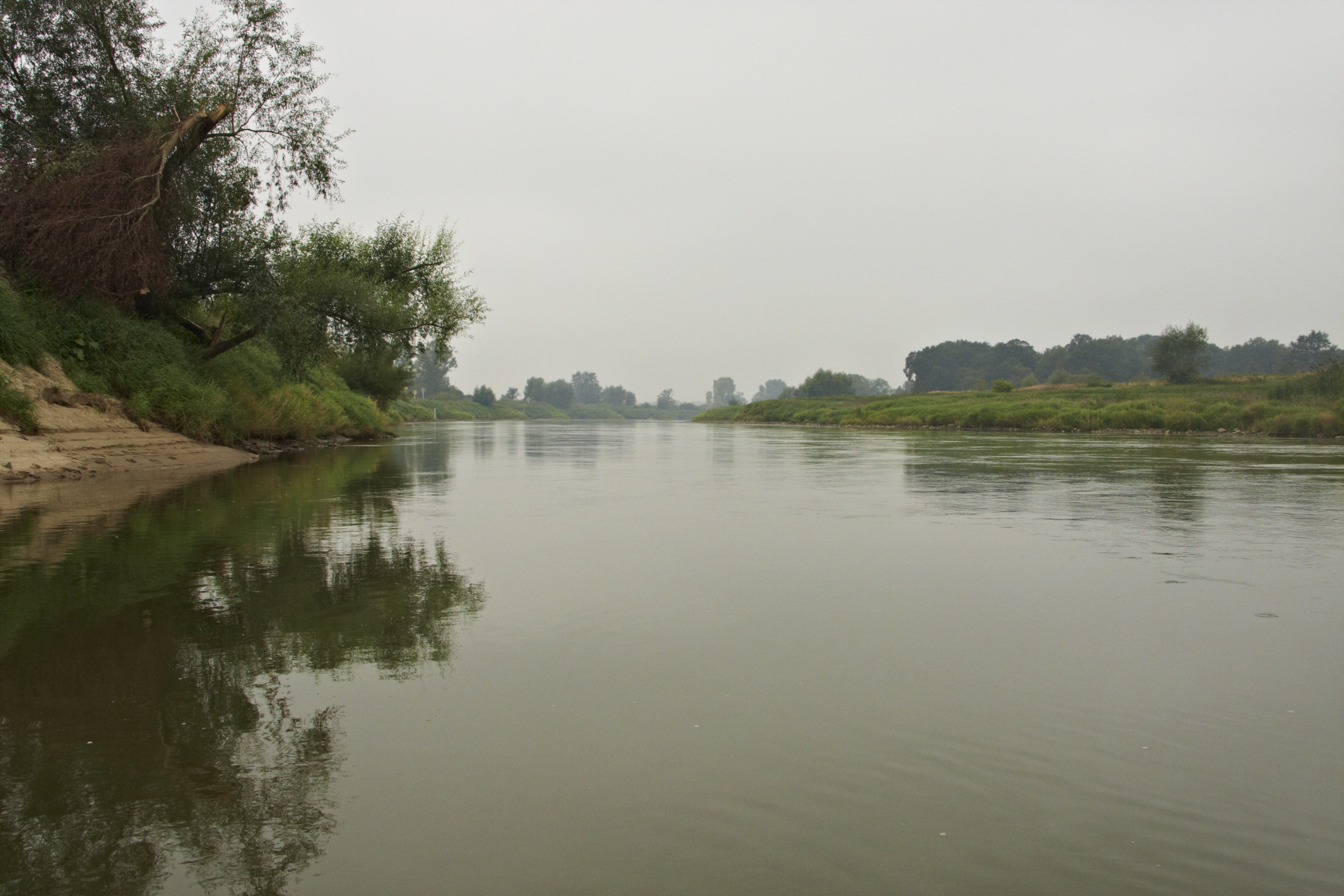
Odra
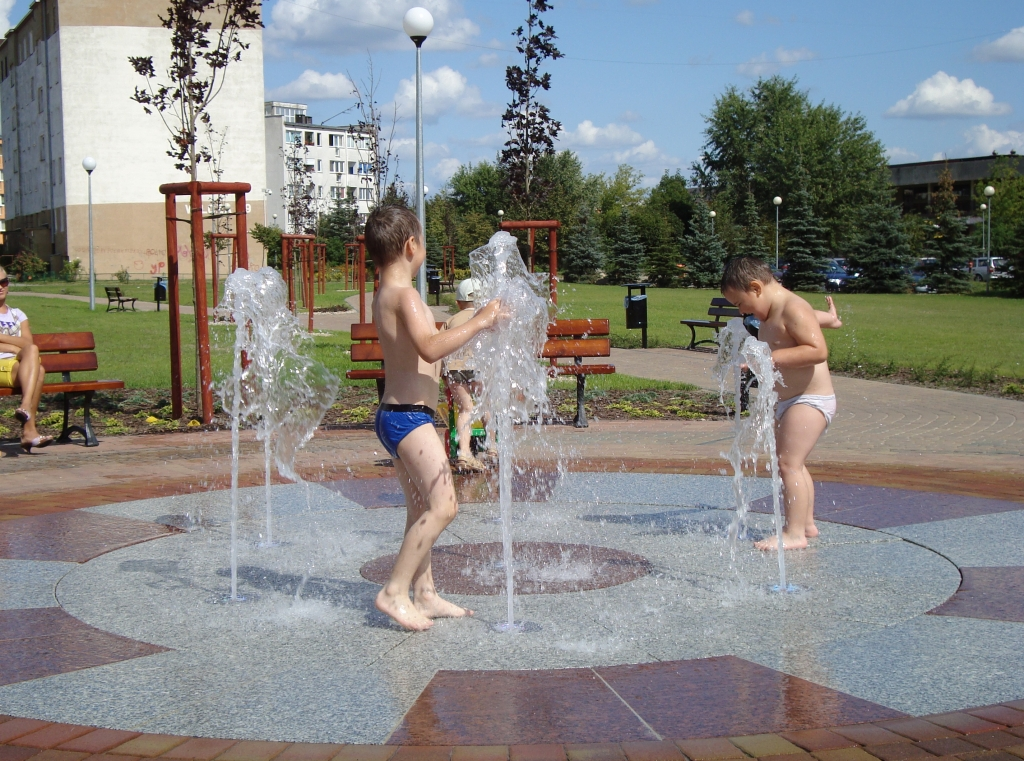
Fontána
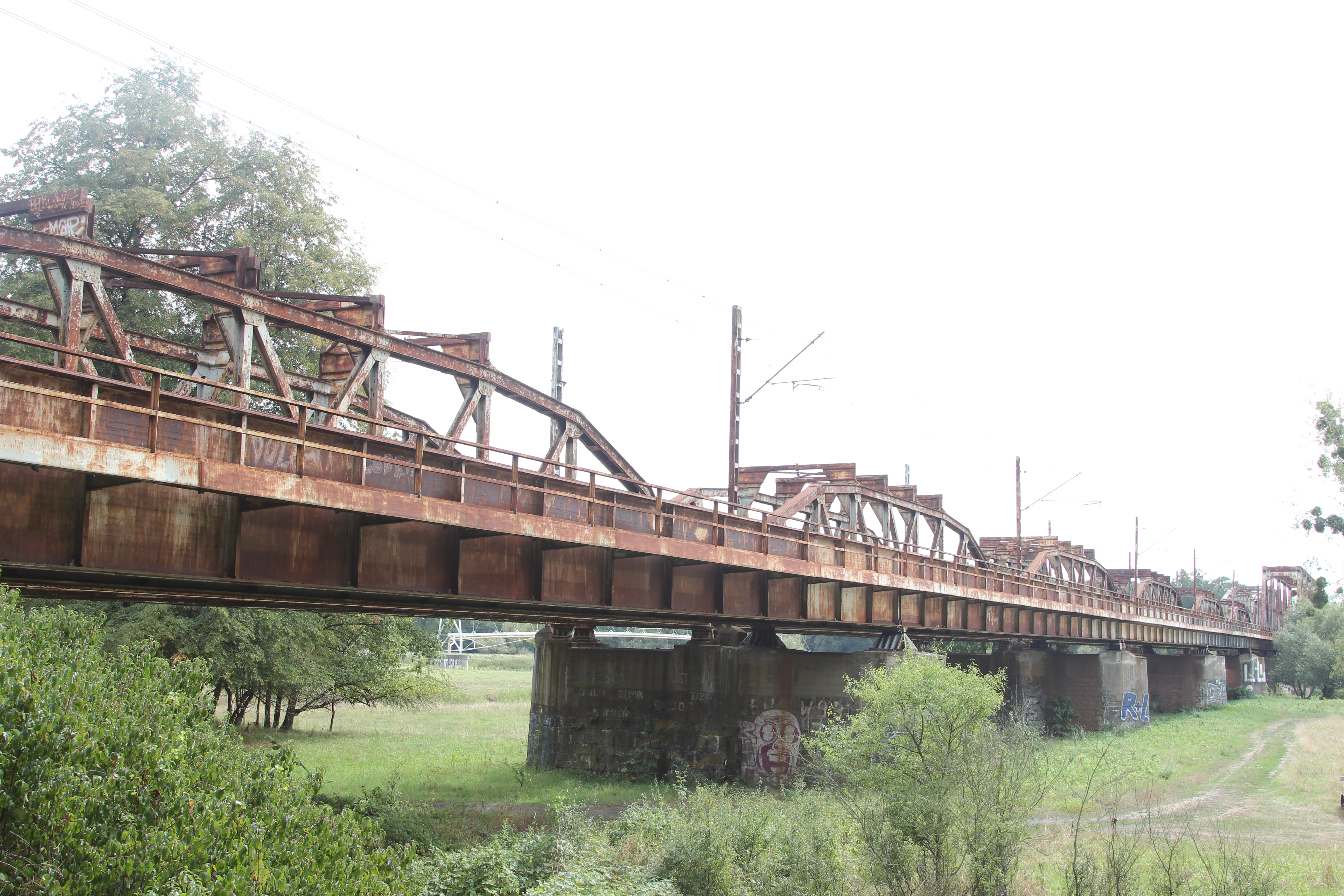
Železniční most
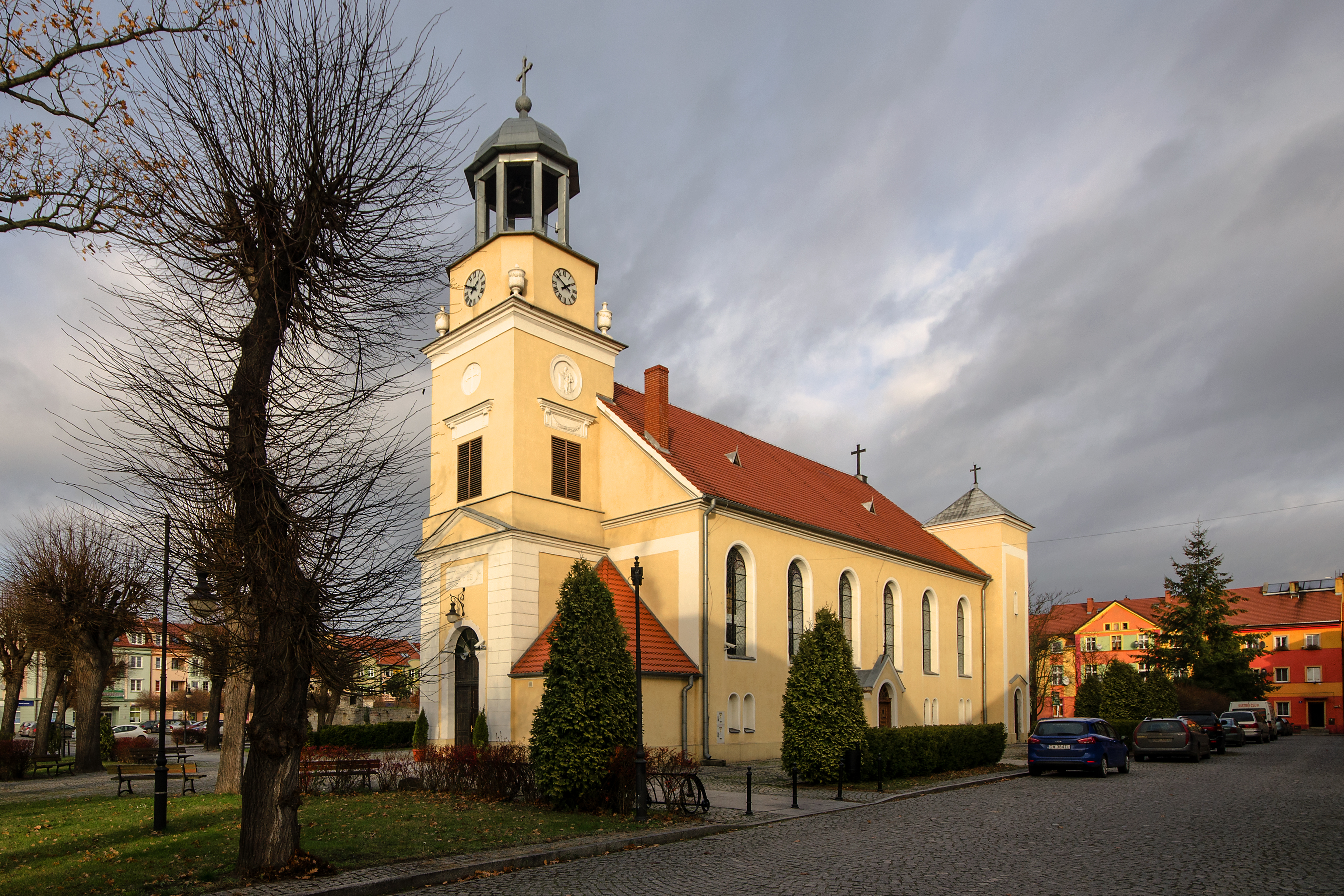
Kostel
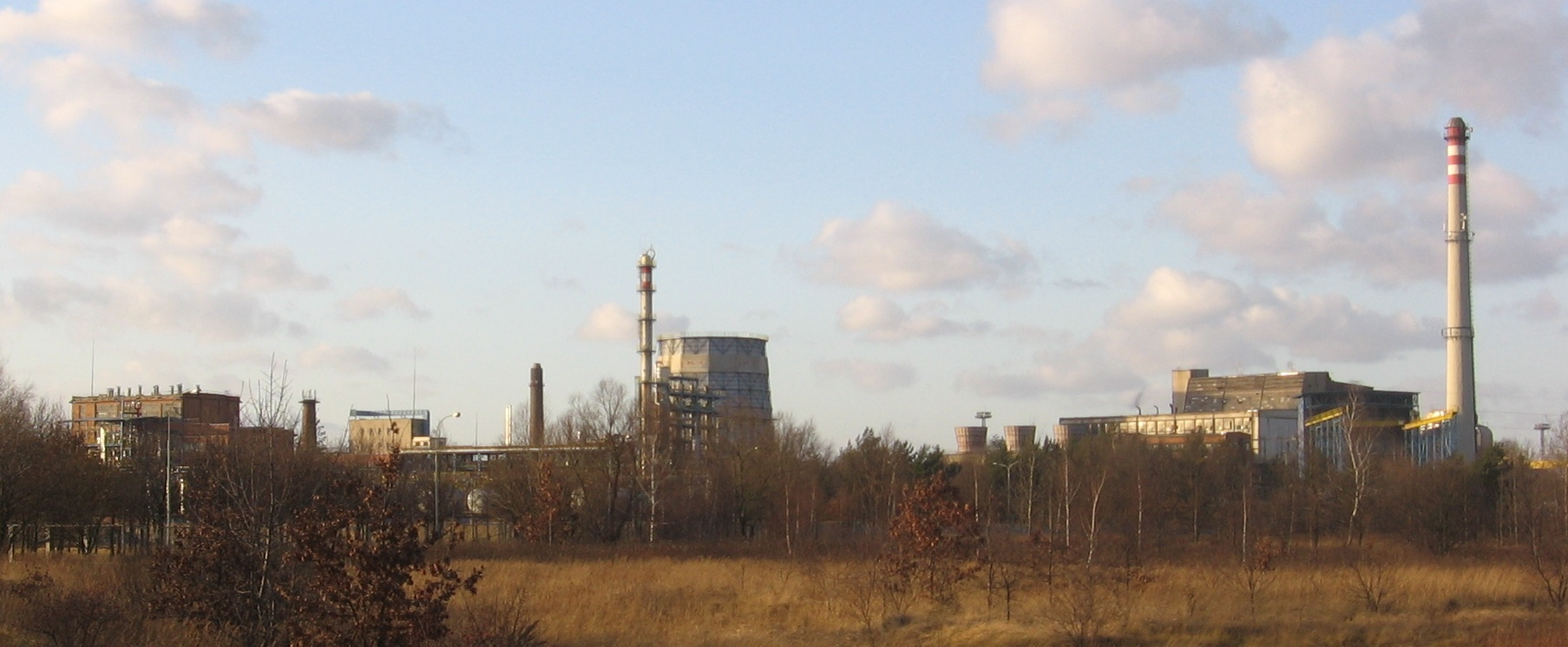
Chemička
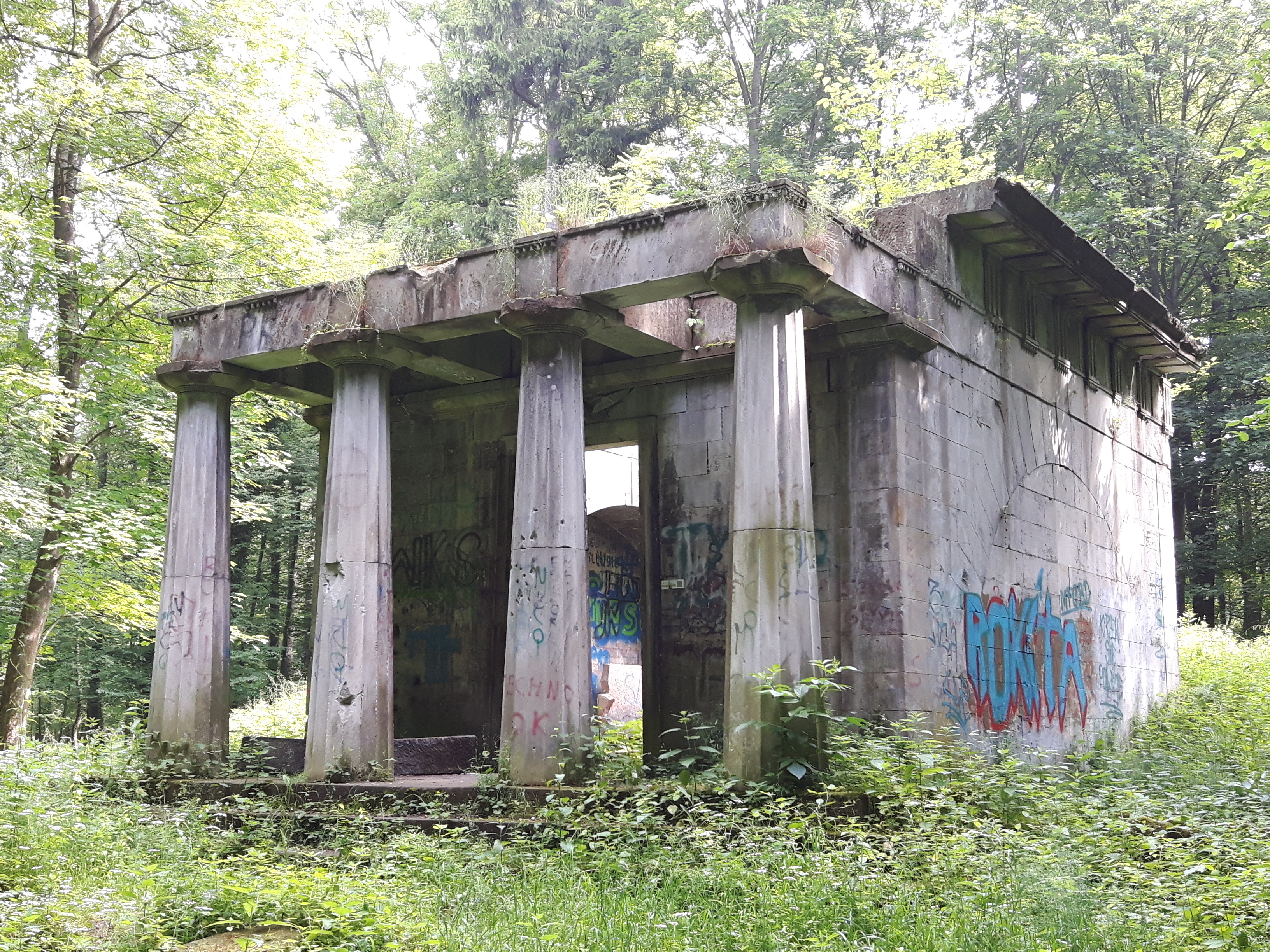
Ruiny mausolea rodiny von Hoym
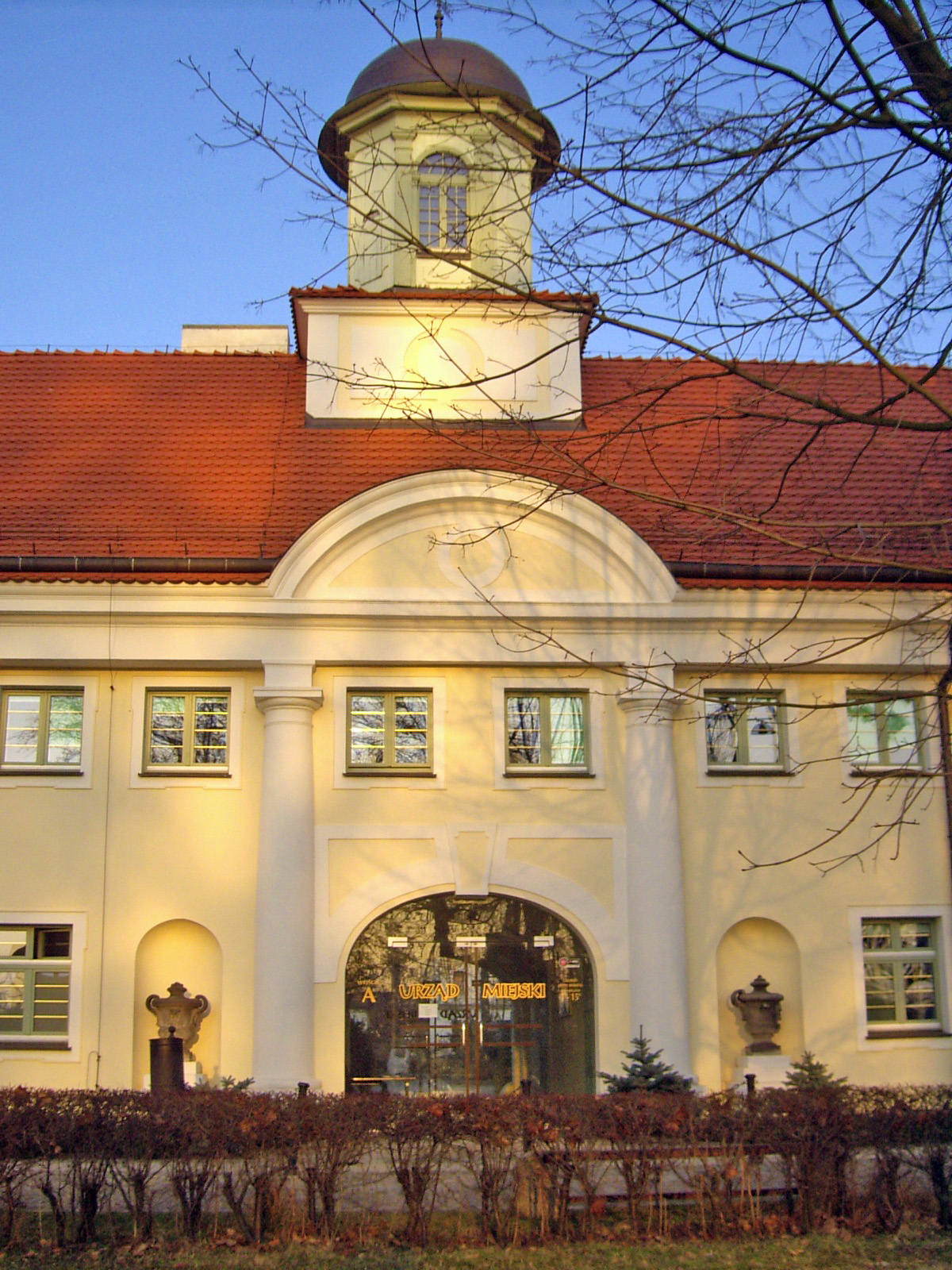
Městský úřad
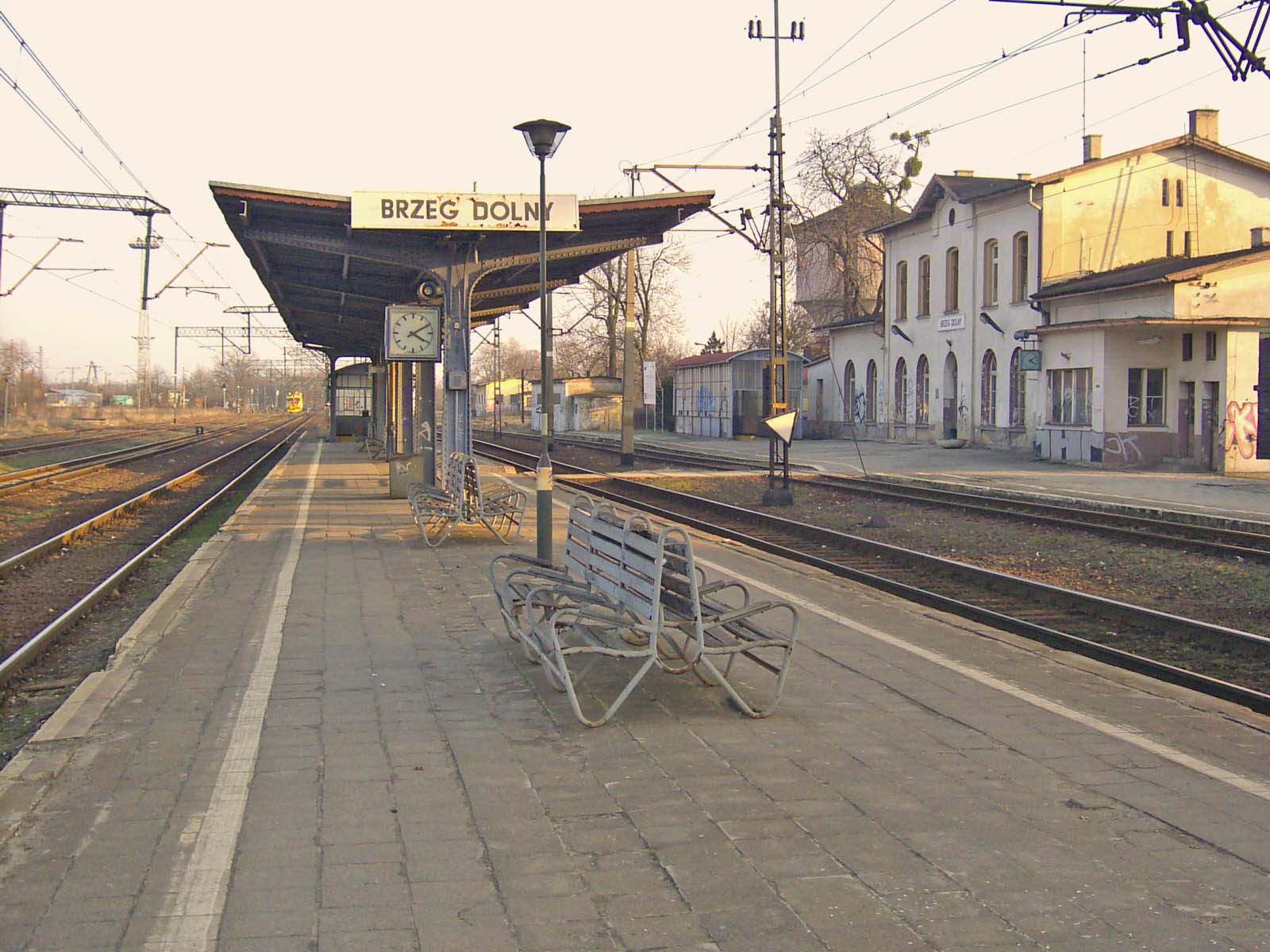
Nádraží
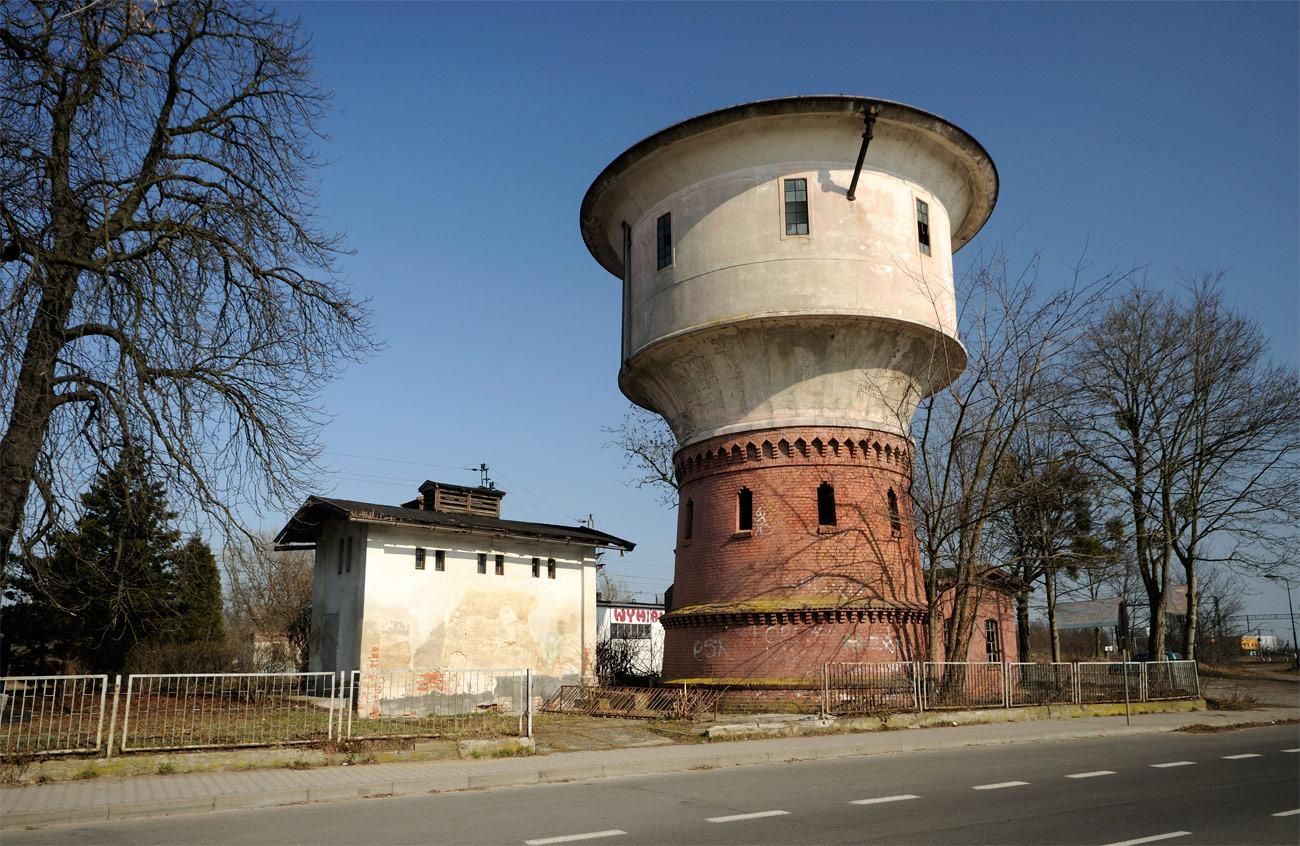
Vodárenská věž
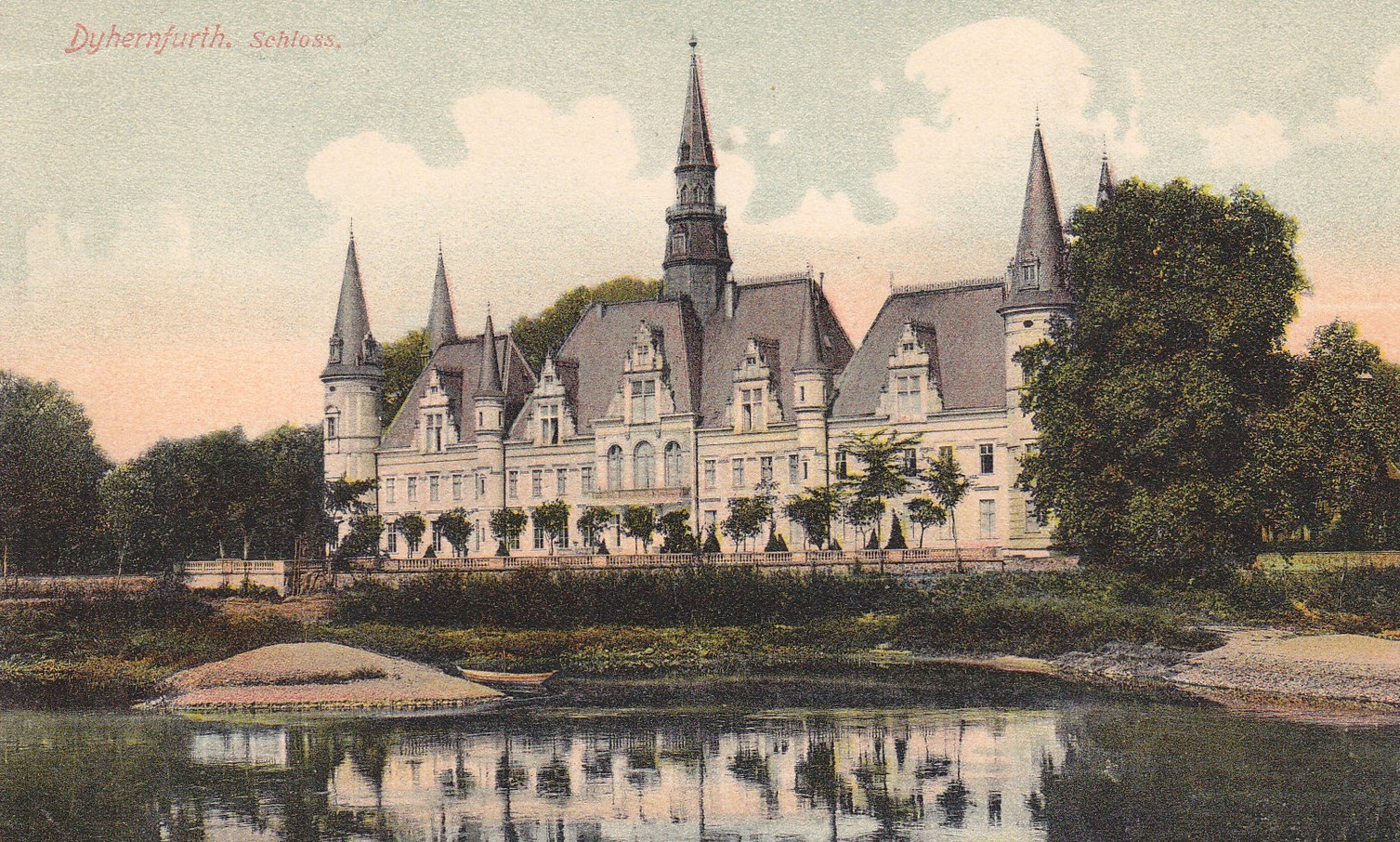
Historická pohlednice